# Agrilus gussakovskiji
Agrilus gussakovskiji é uma espécie de inseto do género Agrilus, família Buprestidae, ordem Coleoptera.
Foi descrita cientificamente por Alexeev, 1981.